# Peachtree Summit
Peachtree Summit est un gratte-ciel situé à Atlanta (Géorgie, États-Unis), dont la construction s'est achevée en 1975. 
Il est le trente-quatrième plus haut gratte-ciel de la ville d'Atlanta. L'immeuble mesure 123 mètres et possède 31 étages.
L'immeuble fut dessiné par la firme d'architectes Toombs, Amisano and Wells.